# امیروو (شهرستان بوزدیاکسکی، باشقیرستان)
امیروو (انگلیسی: Amirovo, Buzdyaksky District, Republic of Bashkortostan) یک شهرک در شهرستان بوزدیاکسکی باشقیرستان کشور روسیه است.